# Junior Dutra
Junior Dutra (25 de abril de 1988) es un futbolista brasileño que juega como delantero en el Figueirense FC del Campeonato Brasileño de Serie C.
Jugó para clubes como el Santo André, Kyoto Sanga FC, Kashima Antlers, Lokeren, Al-Arabi, Vasco da Gama, Avaí, Corinthians y Fluminense.

## Clubes
| Club                      | País                   | Año           |
| ------------------------- | ---------------------- | ------------- |
| E. C. Santo André         | Brasil                 | 2008-2009     |
| Kyoto Sanga F. C.         | Japón                  | 2010-2012     |
| Kashima Antlers           | Japón                  | 2012          |
| K. S. C. Lokeren          | Bélgica                | 2013-2015     |
| Al-Arabi S. C.            | Catar                  | 2015-2016     |
| C. R. Vasco da Gama       | Brasil                 | 2016          |
| Avaí F. C.                | Brasil                 | 2017          |
| S. C. Corinthians         | Brasil                 | 2018-2019     |
| Fluminense F. C. (cedido) | Brasil                 | 2018          |
| Al-Nasr S. C. (cedido)    | Emiratos Árabes Unidos | 2019          |
| Shimizu S-Pulse           | Japón                  | 2019-2021     |
| Avaí F. C.                | Brasil                 | 2021          |
| Lee Man F. C.             | Hong Kong              | 2021-2022     |
| Londrina E. C.            | Brasil                 | 2023          |
| Figueirense FC            | Brasil                 | 2023-presente |